# Wakefield Falls
Die Wakefield Falls sind ein Wasserfall im Mount-Cook-Nationalpark in der Region Canterbury auf der Südinsel Neuseelands. Er liegt südwestlich des Tasman Lake und stürzt unterhalb des Gipfels des 2058 m hohen Mount Wakefield in die Tiefe. Seine Fallhöhe beträgt insgesamt 230 Meter.
Der Wasserfall befindet sich direkt an der Tasman Valley Road, die kurz vor dem Nationalparkzentrum vom New Zealand State Highway 80 in nordöstlicher Richtung abzweigt und zum Südufer des Tasman Lake führt.